# HMS Skirmisher (1905)
A HMS Skirmisher egyike volt a Brit Királyi Haditengerészet két Sentinel osztályú felderítőcirkálójának. Építését 1903 júliusában kezdte a Vickers Limited. A megközelítőleg 282 000 £-ba kerülő hajót 1905. február 7-én bocsátották vízre, és pár hónappal később, 1905 júliusában építését be is fejezték. A hajó fedélzetének eleje fedett volt, kéményei pedig rövidebbek voltak a későbbi felderítőcirkálók kéményeihez viszonyítva. A Skirmisher volt a Brit Királyi Haditengerészet egyetlen hajója, mely ezt a nevet viselte.

## Pályafutása
A hajót eredetileg romboló flotillák vezetésére tervezték, de hamarosan kiderült, hogy - mint a felderítőcirkálók többsége - túl lassú erre a szerepre. A gőzturbinás rombolók megjelenésével ugyanis a Skirmisherhez hasonló hajók egycsapásra elavultak.
A HMS Skirmisher a Doverben állomásozó Honi Flotta, 5. romboló flotillájában kezdte szolgálatát 1907-ben. Két évvel később, 1909-ben áthelyezték a 2. romboló flotillához, majd 1910-ben a 4. romboló flotillához került. 1913 júliusában ismét áthelyezték, ezúttal a Portsmouth-ban állomásozó 7. romboló flotillához. Pályafutása elején a hajó olyan kapitányok alatt szolgált, mint Walter Cowan és William Boyle későbbi tengernagyok.
A hajó az első világháború elején a Ballard tengernagy által vezetett, immár a Humber-torkolatnál állomásozó 7. romboló flotillánál teljesített szolgálatot, ahol a flotilla két hajóosztagát (8 torpedónaszád) vezette. December 16-án, mikor a németek támadást indítottak a Yorkshire-i partok ellen, Ballard admirális a Skirmisher fedélzetén vezette csatába hajóit. A zord tengeri viszonyok miatt a torpedónaszádok kénytelenek voltak visszatérni a Humber-torkolathoz, de a magára maradt Skirmisher folytatta útját a Yorkshire-i partokhoz. A nap közepén már a Scarborough-tól délre lévő Flamborough Headnél jártak. 12:40-kor jelezte a parti megfigyelőknek, hogy eddigi útján nem találkozott ellenséges hajókkal, majd továbbhaladt észak felé. Később jelentette azt is, hogy az ellenség 9-kor elhagyta Whitby és Filey környékét, és azóta sem tűnt ott fel. Ez a hír 13:18-kor ért David Beatty tengernagyhoz, aki épp a támadást végrehajtó német csatacirkálókat akarta elkapni - sikertelenül.
1915-ben a Skirmishert ideiglenesen a Humbernél állomásozó 6. könnyűcirkálórajhoz rendelték. 1916-ban a hajó a Földközi-, 1918-ban pedig az Égei-tengeren teljesített szolgálatot. A háborút követően, 1920-ban a hajót visszahelyezték a Humber-torkolatnál fekvő, Imminghambe. A háború után a briteknek már nem volt szükségük annyi hajóra, mint korábban, így a hajók egy része - köztük a Skirmisherrel - feleslegessé vált. Március 3-án a hajót eladták a prestoni Ward vállalatnak szétbontásra.

## Fordítás
- Ez a szócikk részben vagy egészben  a   HMS Skirmisher (1905) című angol Wikipédia-szócikk ezen változatának fordításán alapul.  Az eredeti cikk szerkesztőit annak laptörténete sorolja fel. Ez a jelzés csupán a megfogalmazás eredetét és a szerzői jogokat jelzi, nem szolgál a cikkben szereplő információk forrásmegjelöléseként.